# Louis Trimble
Louis Preston Trimble (Seattle, 1917. március 2. – 1988. március 9.) amerikai tudományos-fantasztikus író, akadémikus.

## Élete
Első novelláját 1938-ban jelentette meg. A tudományos-fantasztikus irodalommal az 1950-es évek közepétől kezdett foglalkozni. Irodalmi életművében a fantasztikus írásokon kívül találhatóak western- és bűnügyi munkák is. Műveit általában Louis Trimble néven publikálta, néhány esetben viszont a Stuart Brock álnevet használta. Washington államban és Pennsylvaniában járt egyetemre, ezután egy ideig favágó és szobafestő volt. 1956-ban a Washingtoni Egyetem tanára lett, bölcsészetet és társadalomtudományokat oktatott. Alkalmazott nyelvészeti munkásságában az angol nyelv használatát vizsgálta a tudomány és a technika összefüggéseiben.
Magyarul egyetlen regénye jelent meg a Kozmosz Fantasztikus Könyvek sorozatban 1975-ben, A városgép címmel (eredeti megjelenés: The City Machine, 1972).

## Művei
- Anthropol (1968)
- The Noblest Experiment in the Galaxy (1970)
- The City Machine (1972)
- The Guardians of the Gate (1972) (Jacquelyn Trimble-vel)
- The Wandering Variables (1972)
- The Bodelan Way (1974)
- Bring Back Her Body (1953)
- Stab in the Dark (1956)
- Nothing to Lose But My Life (1957)
- The Smell of Trouble (1958)
- The Corpse Without A Country (1957)
- Till Death Do Us Part (1959)
- Mountain Ambush (1959)
- Obit Deferred (1959)
- Cargo For The Styx (1959)
- The Duchess of Skid Row (1961)
- Love Me and Die (1961)
- The Surfside Caper (1961)
- Whispering Canyon (1961) (Stuart Brock álnéven)
- Siege At High Meadow (1962)
- The Desperate Deputy of Cougar Hill (1965)
- English for Specific Purposes: Science and Technology (1981) (Karl Drobnic-cal)

### Magyarul
- A városgép. Tudományos fantasztikus regény; ford. Baranyi Gyula, utószó Kuczka Péter; Zrínyi Ny., Budapest, 1975 (Kozmosz fantasztikus könyvek)

## Fordítás
- Ez a szócikk részben vagy egészben  a   Louis Trimble című angol Wikipédia-szócikk ezen változatának fordításán alapul.  Az eredeti cikk szerkesztőit annak laptörténete sorolja fel. Ez a jelzés csupán a megfogalmazás eredetét és a szerzői jogokat jelzi, nem szolgál a cikkben szereplő információk forrásmegjelöléseként.